# L.A. Love (La La)
L.A. Love (La La) es una canción escrita y grabada por la cantante estadounidense Fergie, que se lanzó como primer sencillo de su segundo álbum de estudio Double Dutchess (2017). La canción fue lanzada el 15 de mayo de 2014 y un día después, debutó en la radio Contemporary Hit como parte de la promoción de su discográfica Interscope Records.

## Información
En enero de 2014 se confirmaba en una entrevista con Ryan Secret, que Fergie se encontraba en proceso de grabación de su segundo álbum de estudio.  Meses después la cantante se ha estado dedicando a observar el panorama musical tal y como hizo con su anterior álbum "Las canciones de The Dutchess fueron compuestas durante un período de siete años;. mucha gente no sabe que he estado escribiendo mis ideas, que he estado en mi pequeña cueva, mi cueva creativa, y las ideas vienen cuando vienen, ", dijo. "Así que, cuando mi disco salga, yo voy a estar muy orgulloso de él", dijo a Seacrest en enero. 
El 16 de septiembre de 2014, Gary Fideicomiso de Billboard anunció que un nuevo sencillo de Fergie, "LA Love (La La)", sería lanzado el 30 de septiembre de 2014 por Interscope Records. El 19 de septiembre, se confirmó que DJ Mustard produjo la canción. Un día después, un fragmento de 1:45 fue publicado en soundcloud. La descarga digital estuvo disponible de inmediato en la medianoche del 29 de septiembre y la canción fue lanzada a la radio Contemporary Hit  el 30 de septiembre de 2014. Antes del lanzamiento oficial de la canción, una versión sin terminar se filtró en Internet. El remix oficial fue lanzado el 24 de octubre de 2014, y cuenta con la participación del rapero YG.

## Recepción
Tras su lanzamiento, "L.A. Love (La La)" obtuvo críticas mixtas. Lauren Stampler, de la revista Time escribió que "Es una canción pop que nombra muchas ciudades al azar, todas las que se puede en aproximadamente tres minutos. Un género amado, pero a menudo poco conocido, le costará algún tiempo algo el reconocimiento." Bradley Stern de MuuMuse dio una crítica positiva "Fergie Ferg mantiene las cosas bien en el territorio del hip-pop al igual que lo hizo hace casi una década (pero con ritmos más frescos)..." Letras directa dio a la canción una revisión positiva "Fergie cree que todavía está viviendo en la década de 2000 y me encanta. L.A Love (La La) sin duda me lleva de vuelta a los años en que la música pop era más divertida y fresca".
Una crítica agridulce fue dadda por Alexa Campamento de Slant Magazine, quien escribió que "Esta vez Fergie intercambia Londres por, a pesar del título de la canción, cada ciudad, cada estado, cada país, ya sabes. Si bien su canción tiene algunos trucos en la manga." Aparte de esto también añadió "Hay que señalar que suena como un infierno similar al de Iggy Azalea".Robbie Daw para Idolator dio una crítica negativa diciendo que "La pista muestra a la diva de 39 años sorprendentemente atascada en cielo creativo, escupiendo una serie de clichés sobre hip-hop que, para ser honesto, habríamos esperado que se hubieran dejado atrás". Mientras que por su parte Carolyn Menyes de Times Music, la calificó de irritante e infecciosa y dice que "a pesar de la canción en sí no destaca por sus letras repetitivas y una melodía que podría haber sido secuestrada de cualquier single de Iggy Azalea, es difícil no olvidar el tema y parar de tararear su melodía ".

## Posiciones en listas

### Semanales
| Lista (2014-15)                             | Mejor posición |
| ------------------------------------------- | -------------- |
| Australia (ARIA Singles Chart)              | 53             |
| Australia (ARIA Urban Singles Chart)        | 5              |
| Bélgica (Flandes) (Ultratip Bubbling Under) | 34             |
| Bélgica (Ultratop Flanders Urban)           | 4              |
| Bélgica (Valonia) (Ultratip Bubbling Under) | 11             |
| Canadá (Canadian Hot 100)                   | 28             |
| Croacia (Airplay Radio Chart)               | 74             |
| República Checa (Rádio Top 100)             | 62             |
| Francia (SNEP)                              | 72             |
| Alemania (Media Control AG)                 | 55             |
| Irlanda (IRMA)                              | 30             |
| Polonia (Polish Airplay Top 100)            | 20             |
| Eslovaquia (Rádio Top 100)                  | 25             |
| Corea del Sur (GAON) International Chart    | 95             |
| Suecia (Sverigetopplistan)                  | 90             |
| Reino Unido (UK R&B Chart)                  | 1              |
| Reino Unido (UK Singles Chart)              | 3              |
| Estados Unidos (Billboard Hot 100)          | 27             |
| Estados Unidos (Hot Rap Songs)              | 5              |
| Estados Unidos (Mainstream Top 40)          | 20             |
| México (Monitor Latino) Inglés              | 1              |

## Fechas de Lanzamiento
| País           | Fecha                    | Formato                | Discográfica |
| -------------- | ------------------------ | ---------------------- | ------------ |
| Estados Unidos | 29 de septiembre de 2014 | Descarga digital       | Interscope   |
| Estados Unidos | 30de septiembre de 2014  | Contemporary hit radio | Interscope   |